# 保良局歷史博物館

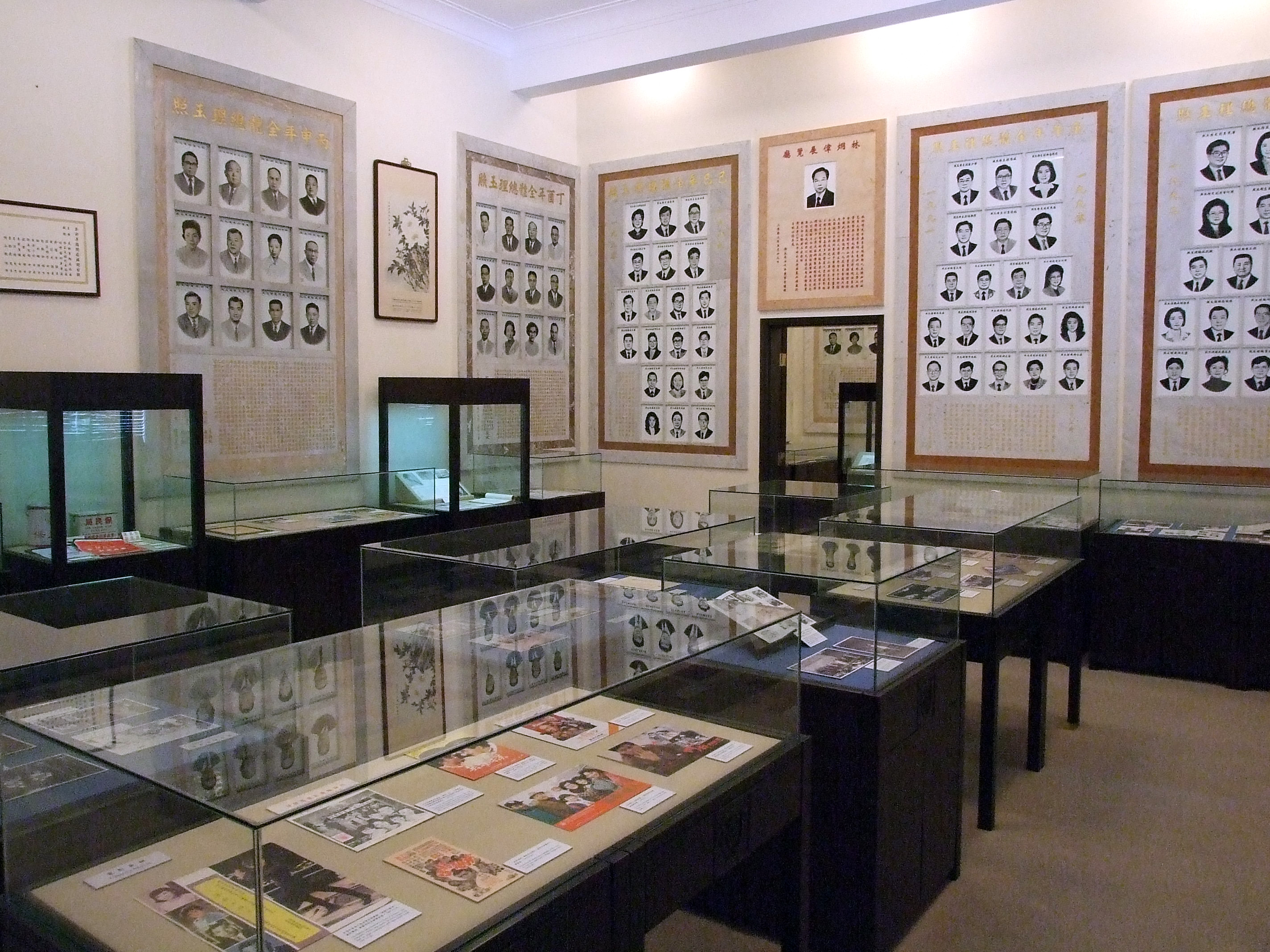
保良局歷史博物館一角

保良局歷史博物館位於香港銅鑼灣禮頓道66號，是介紹保良局發展歷程的博物館。

## 建館源起
1979年（即保良局創立百年誌慶的翌年），保良局董事會決定對局內文獻資料進行系統化整理，並於1980年設專櫃存放。1984年3月8日，設於局內的福利大廈（1996年3月命名為莊啟程大廈）二樓的文物室正式開放。1996年，文物室遷往中座大樓，並擴展為保良局文物館。文物館展覽廳於1998年1月19日裝修完成，由律政司司長梁愛詩主持揭幕，翌日正式開放。
2002年5月23日，該館正式更名為保良局歷史博物館。

## 展覽內容
- 展覽室1（常設展覽）

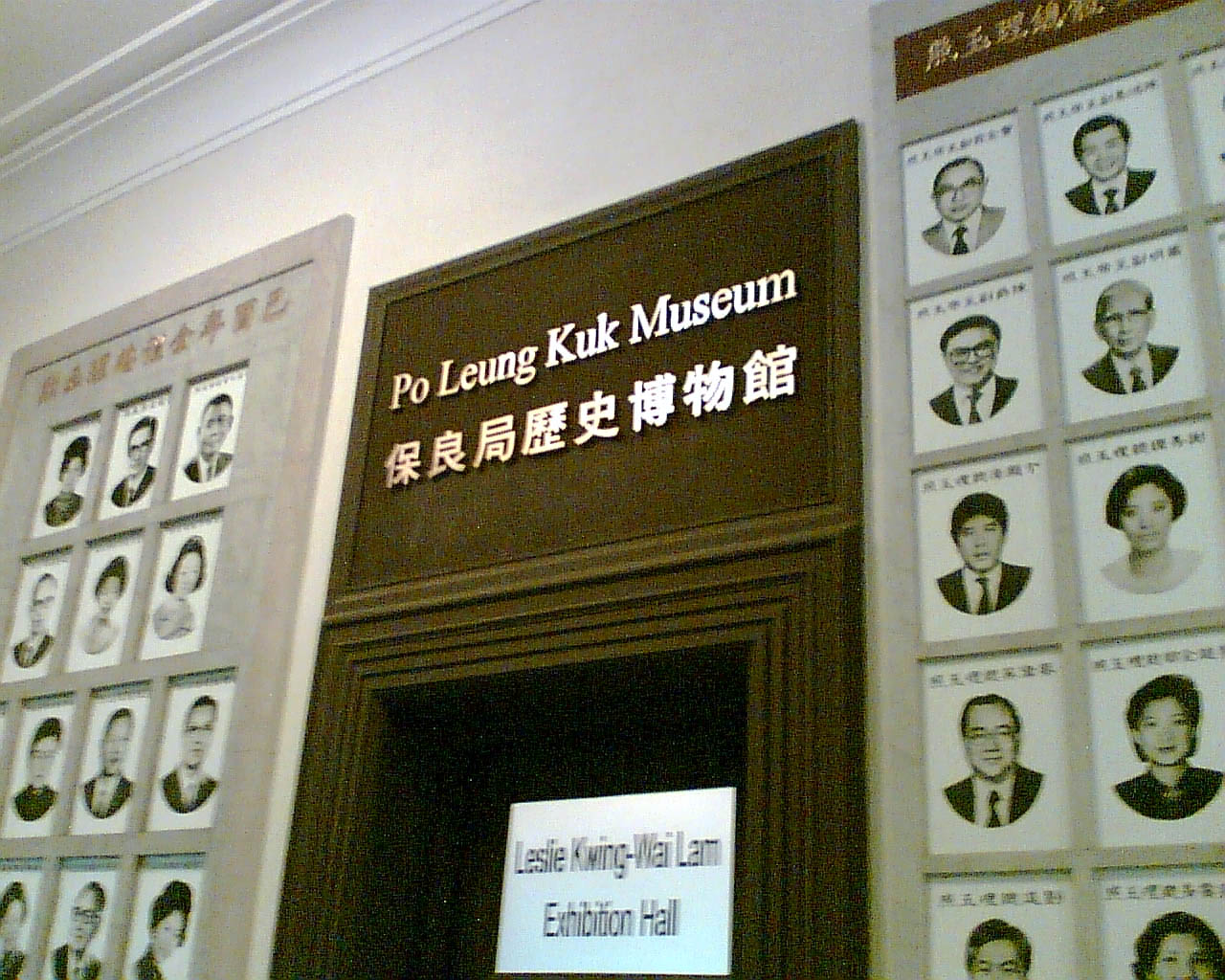
保良局博物館展覽室

  - 保良局現時服務概況：透過照片、印刷品及紀念品，輔以文字展板，介紹保良局在社會、教育、康樂及文化等服務慨況。

- 展覽室2（專題展覽）
  - 馬錦明博士紀念展：介紹1958年至2003年期間先後擔任保良局首總理、主席及顧問的馬錦明博士，包括其生平及對保良局的貢獻。

- 展覽室3（專題展覽）
  - 珍藏展品：展示保良局的早期及富有特色的文物檔案與館藏。

## 備註
該館在文物復修及古蹟活化有卓越貢獻，榮獲「2001年香港文物獎」社區文物優異獎。

## 外部連結
- 保良局歷史博物館